# NOMA
NOMA (англ. Non-Orthogonal Multiple Access) - метод неортогонального множественного доступа в системах сотовой связи 5-го поколения (5G).

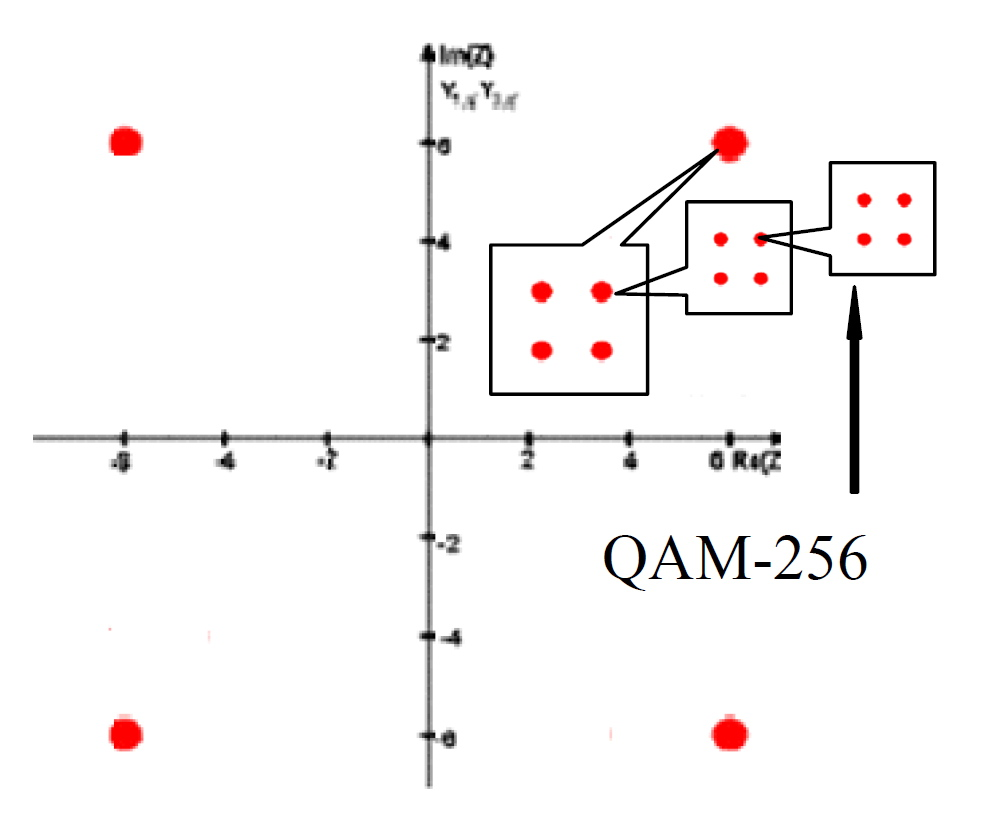
Принцип разделения каналов на основе иерархической модуляции NOMA

Метод NOMA предусматривает, что в одно и то же время, на тех же частотах с одинаковыми методами расширения спектра и кодирования сигналов может быть предоставлен множественный доступ к сети на основе распределения мощностей сигналов. Другими словами, для множественного доступа в NOMA используется домен мощности, в котором разные уровни мощности задействованы для обслуживания различных пользователей.
Считается, что при этом каждым пользователем в NOMA может быть использована вся пропускная способность канала доступа к сети в течение всего времени связи, из-за чего достигается уменьшение задержек, а скорость передачи данных пользователей может быть увеличена. 

## История
По своей сути метод NOMA использует принцип иерархической модуляции (англ. Hierarchical Modulation, HM). 
Его истоки берут начало в так называемой модуляции с многократным разрешением (англ. Multi-Resolution Modulation, MRM).
В 1972 г. Ковер (англ. Cover) представил теорию передачи с несколькими разрешающими способностями, применение к-рой было детально описано в 1974 г. При этом было показано, что если один источник передаёт свою информацию на несколько приёмников с разными условиями канала, то использование схемы передачи с многократным разрешением обладает преимуществом. Опираясь на эти результаты, спустя почти 20 л., в 1993 г. Фазель (англ. Fazel) ввёл концепцию модуляции с многократным разрешением (MRM), которая была объединена с многоуровневыми схемами кодирования.
В 1995 г. иерархическая модуляция была предложена для спутниковой связи (с этого года схема MRM в литературе стала отождествляться с HM), а в 1997 г. — для систем с сигналами COFDM. С тех пор этот вид модуляции постоянно совершенствовался и расширял своё применение. Имели место неоднократные попытки внедрить иерархическую модуляцию в разные стандарты передачи данных.
Существенно, что ассоциация 3GPP включила метод иерархической модуляции в LTE-A, благодаря его спектральной эффективности, в этом стандарте он известен как многопользовательская суперпозиционная передача (англ.  multiuser superposition transmission, MUST), к-рая является специальным вариантом NOMA.